# Colossendeis mycterismos
Colossendeis mycterismos is een zeespin uit de familie Colossendeidae. De soort behoort tot het geslacht Colossendeis. Colossendeis mycterismos werd in 2004 voor het eerst wetenschappelijk beschreven door Bamber. 